# LS Cable & System
LS (Leading Solution) Cable & System, Ltd. (koreanisch LS전선, 엘에스전선 LS Jeonseon, ereseujeonseon) ist ein Jaebeol (Konglomerat) aus Südkorea und der größte Kabelhersteller im Land sowie einer der größten Hersteller weltweit. LS Cable & System gehört damit in Korea zu den Unternehmen mit dem höchsten Marktwert. LS Cable & System ist Hersteller von Kabeln und Systemen für die Stromverteilung im Niederspannungs-, Mittelspannungs- und Hochspannungssegment (einschließlich Unterseekabel) sowie für die Datenübertragung.
LS Cable & System (kurz: LS C&S) hat seinen Hauptsitz in Anyang, Südkorea sowie neun Inlands-Fabriken, darunter sechs in Gumi, zwei in Donghae und eine in Anyang. Darüber hinaus hat LS C&S neun weitere Fabriken in China, Malaysia, Vietnam und Indien.
LS C&S ist außerdem der Eigentümer von Superior Essex, einem Kupferlackdraht- und Datenkabelhersteller mit 21 Fabriken verteilt über Nordamerika, Europa und China. LS C&S Vertriebsfilialen befinden sich in Asien, Europa, dem Mittleren Osten, Afrika und Amerika. Die koreanischen Hersteller JS Cable, Gaeon Cable, Pountek, Global Cable Incorporated, Kospace und Alutek gehören ebenfalls zu LS C&S.

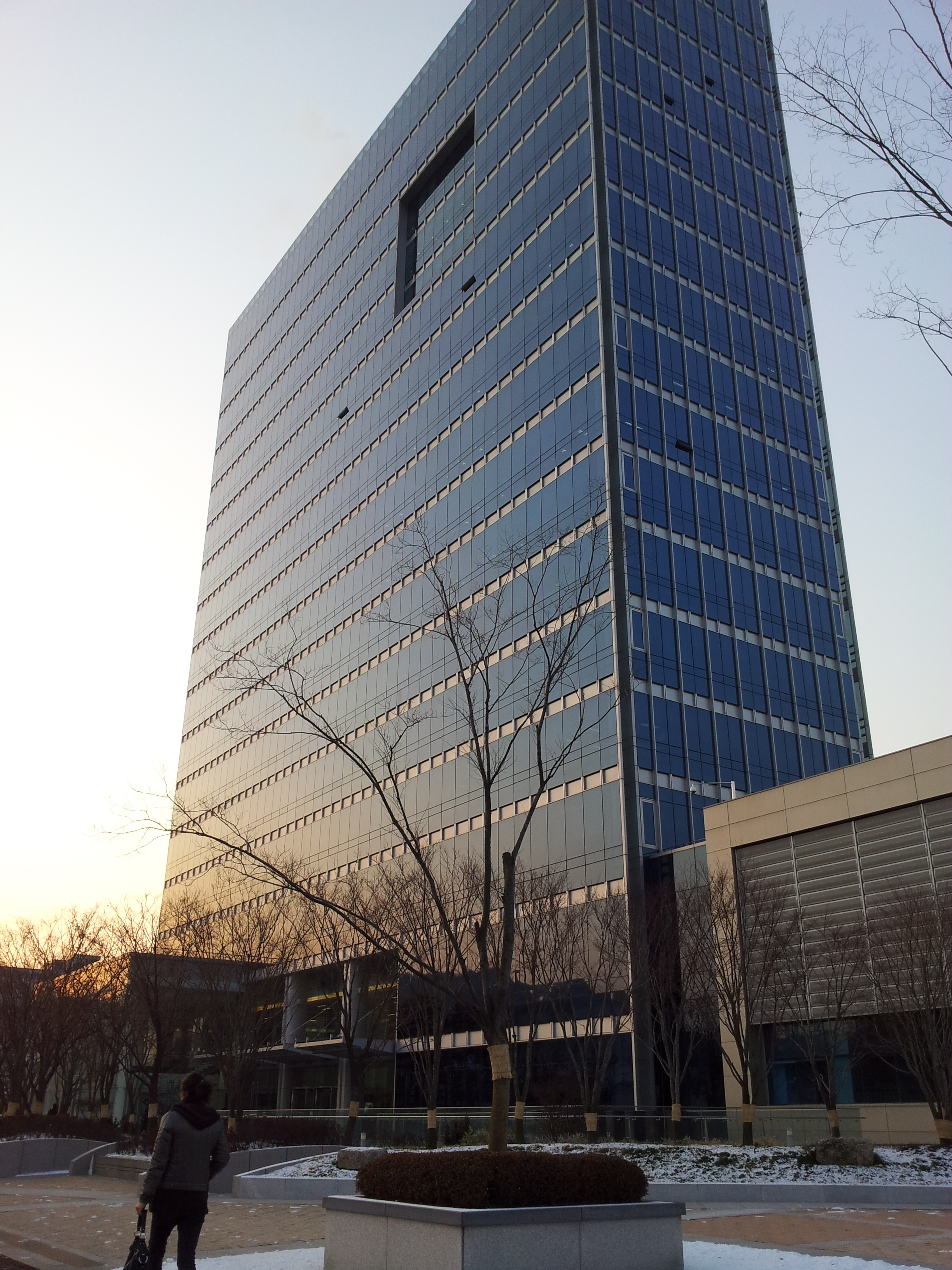
LS Tower, Hauptsitz von LS Cable & System in Anyang, Südkorea

## Geschichte

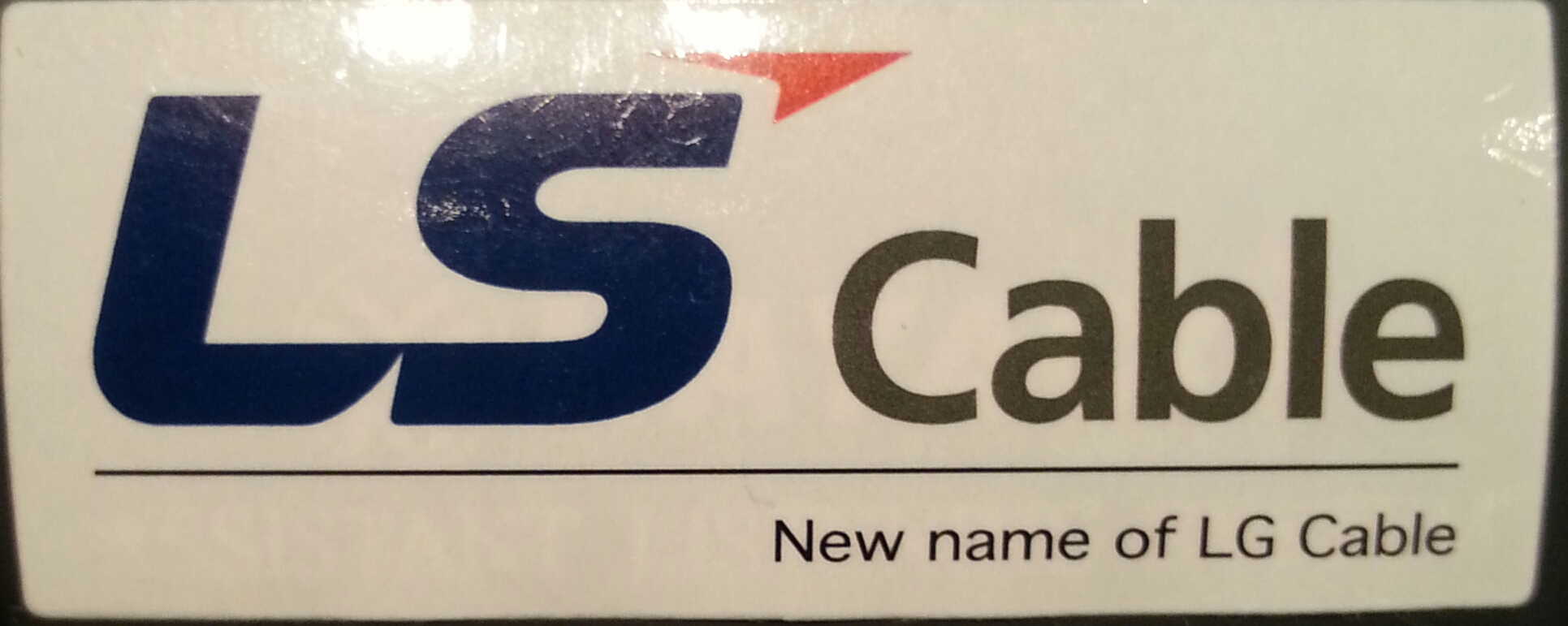
LS-Cable-Aufkleber, der die Umbenennung von LG Cable zu LS Cable aufzeigt

LS Cable & System wurde im Mai 1962 als Korea Cable Industry gegründet, wurde aber dann im Januar 1969 zu Goldstar Cable und war später bis November 2003 als Teil der LG (LG = Lucky Goldstar) Group unter dem Namen LG Cable bekannt. Im März 2005 wurde LS Cable & System unter dem Namen LS Cable eine eigenständige Kabelfirma als Teil der neu gegründeten LS Group. Im Juni 2008 kaufte LS Cable & System Superior Essex, einen Kupferlackdrahthersteller mit Sitz in Atlanta, USA, für rund 900 Millionen US-Dollar, um seinen Einfluss in Nordamerika und Europa auszuweiten. Im März 2011 wurde LS Cable in LS Cable & System umbenannt.
Am 2. April 2014 hat die Europäische Kommission in einem Verfahren wegen eines Kartells für Hochspannungs-Energiekabel (Erdkabel und Unterwasserkabel) elf Hersteller mit Geldbußen von insgesamt knapp 302 Millionen Euro belegt. LS Cable erhielt eine Geldbuße von rund 11,35 Millionen Euro.

## Produkte

### Stromkabel und Systeme

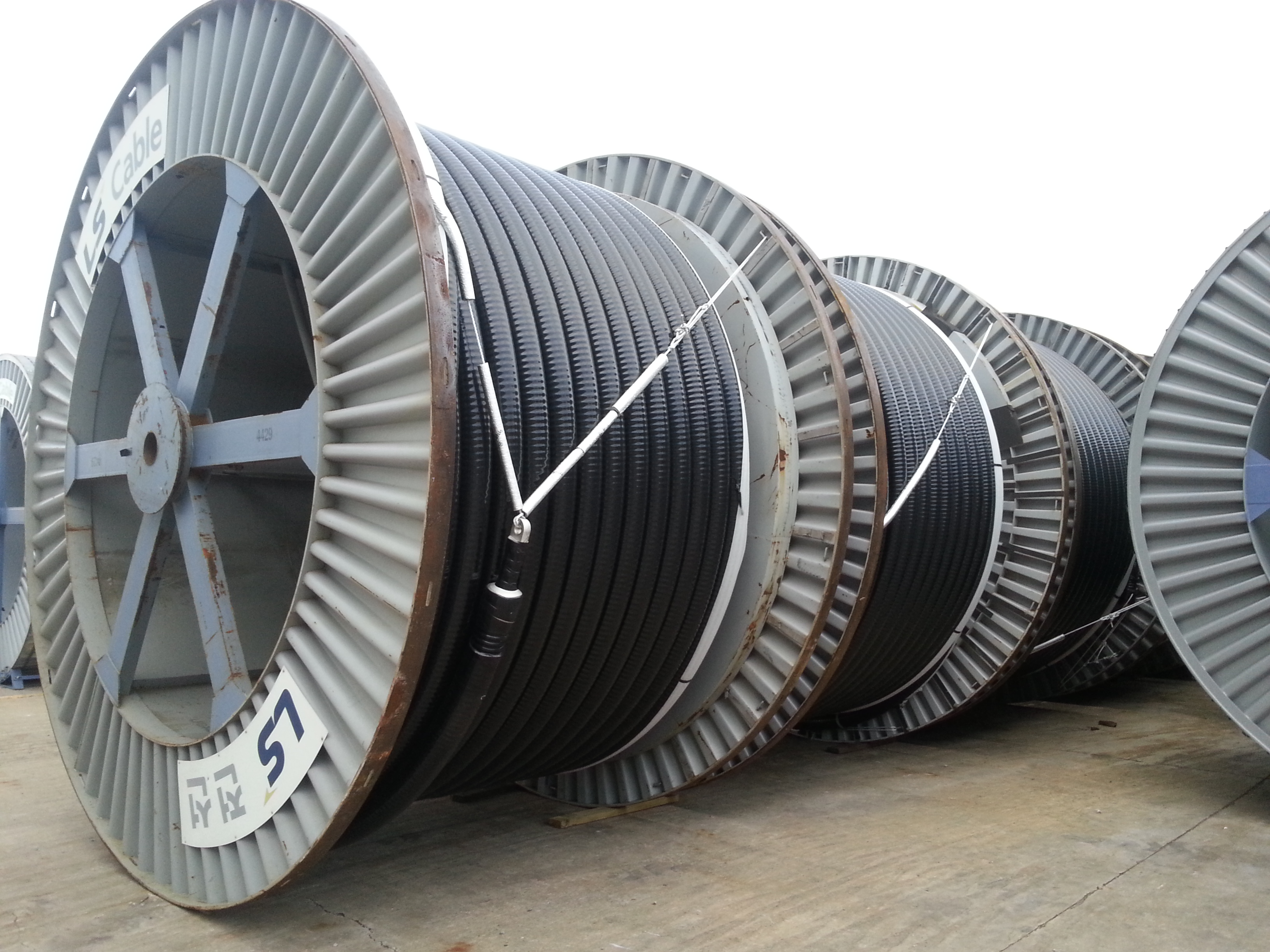
345-kV-Hochspannungskabel von LS Cable & System, hergestellt in Gumi, Südkorea

- Niedrigspannungs-, Mittelspannungs, Hochspannungs & extra Hochspannungsstromverteilungskabel & Systeme
- Unterseekabel, Zubehör, Systeme, technische Planung, Installation & Inbetriebnahme
- Industrie- und Spezialkabel & Systeme
- Freileitung
- Busduct und Zubehör

### Telekommunikationskabel, Komponenten und Lösungen
- Glasfaser, Glasfaserkabel
- Komponenten und Geräte
- LAN-Kabel, Funkkabel
- FTTH, Systemintegration

### Integrierte Module und Kabel
- Industriekabel & Module
- Automobilkabel & Lösungen
- Schrumpfschlauchkomponenten
- Hochspannungsstecker

### Industriematerial

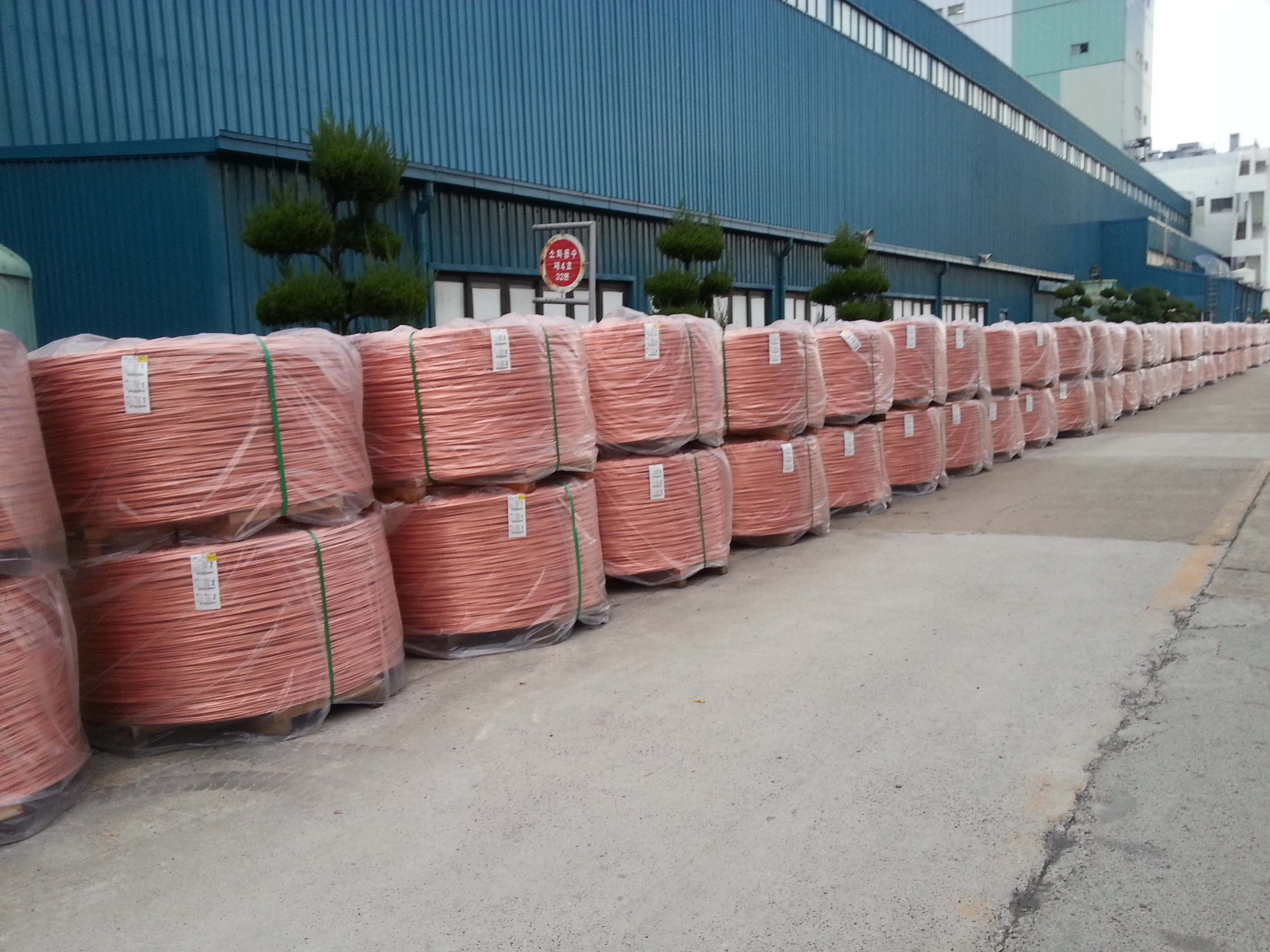
Gießwalzdraht, hergestellt von LS Cable & System in Gumi, Südkorea

- Gießwalzdraht
- Aluminium
- Gummiböden

### Kupferlackdraht und Kupferdatenübertragungskabel
- Kupferlackdraht
- Kupferdatenkabel

## Tochterunternehmen

### Asien
- China: LSHQ (gehört zu 75,1 % zu LS C&S) in Yichang, LSCW (100 %) in Wuxi
- Indien: LSCNSD in New Delhi, LSCNSI (100 %) in Haryana[11][12]
- Japan: LSCNSJ in Tokio
- Korea: JS Cable (69,9 %), Gaeon Cable, Pountek (100 %), Global Cable Incorporated (98,2 %), Kospace (99,2 %) und Alutek (100 %)
- Malaysia: LSCNSM (100 %) in Penang
- Vietnam: LS-VINA Cable & System (84,8 %) in Haiphong, LSCNSV (100 %) in Ho-Chi-Minh-Stadt

### Europa
- Großbritannien: LSCNSU (100 %) in London

### Nordamerika
- Vereinigte Staaten: LSCNSA (100 %) in Englewood Cliffs, Superior Essex (81 %) in Atlanta

## Zweigstellen

### Afrika
- Ägypten: Kairo
- Südafrika: Johannesburg

### Amerika
- Brasilien: São Paulo
- Mexiko: Mexiko-Stadt
- Peru: Lima
- Vereinigte Staaten: Houston

### Asien
- Indien: Bengaluru, Chennai, Hyderabad, Kolkata, Mumbai
- Indonesien: Jakarta
- Philippinen: Manila
- Singapur: Singapur
- Südkorea: Anyang, Busan, Daegu, Daejeon, Donghae, Gumi, Gwangju

### Europa
- Russland: Moskau

### Mittlerer Osten
- Vereinigte Arabische Emirate: Abu Dhabi
- Saudi-Arabien: Riad

### Ozeanien
- Australien: Sydney